# Fayl-Billot
Fayl-Billot là một xã thuộc tỉnh Haute-Marne trong vùng Grand Est đông bắc nước Pháp. Xã này nằm ở khu vực có độ cao trung bình 333 mét trên mực nước biển.